# Antinisca Cenci
Antinisca Cenci (Noventa Vicentina, Itàlia, 1978) és una genet italiana amb síndrome de Down especialitzada en volteig hípic.

## Vida personal i professional
Cenci va ser batejada poc després de néixer perquè els metges van informar a la seva mare que no sobreviuria al seu primer refredat, Per contra, Antinisca va sobreviure a la seva infància i va cultivar una personalitat plena d'energia.
Amb trenta anys va començar a entrenar en la disciplina de volteig eqüestre. Aquesta iniciativa formava part del programa d’integració del centre local ANFFAS (Associació Nacional italiana per a familiars i persones amb discapacitat) i de l'equip La Fenice.
Durant els seus anys d'entrenament, Antinisca ha tingut l'oportunitat de col·laborar amb la campiona de volteig Anna Cavalluro. Deu anys després d'iniciar el seu recorregut en aquesta disciplina esportiva, Cenci va poder accedir a les competicions en categoria professional. En l'actualitat està retirada, però els cavalls continuen sent una de les seves grans passions.

## Activisme
A banda de l'activitat esportiva, Antinisca Cenci forma part de l'associació Inclusion Europe, que treballa pels drets de les persones amb discapacitat intel·lectual.
L'any 2023 va participar en la fira eqüestre de Verona, on va tenir l'oportunitat d'establir converses amb la ministra de la discapacitat Alessandra Locatelli.

## Reconeixement
L’any 2023 va ser reconeguda per la BBC a la llista anual de 100 dones inspiradores i influents del món.